# Eumicrotremus terraenovae
Eumicrotremus terraenovae is een straalvinnige vissensoort uit de familie van snotolven (Cyclopteridae). De wetenschappelijke naam van de soort is voor het eerst geldig gepubliceerd in 1950 door Myers & Böhlke.